# Krąpsko Łękawe
Krąpsko Łękawe – jezioro w woj. wielkopolskim, w pow. złotowskim, w gminie Jastrowie, leżące na terenie Równinie Wałeckiej. Jezioro położone jest około 4 km na wschód od wsi Szwecja.
Według urzędowego spisu opracowanego przez Komisję Nazw Miejscowości i Obiektów Fizjograficznych (KNMiOF) opublikowanego przez Główny Urząd Geodezji i Kartografii (GUGiK) i udostępnionego na stronach Komisja Standaryzacji Nazw Geograficznych (KSNG) nazwa tego jeziora to Krąpsko Łękawe. W różnych publikacjach i na mapach topograficznych jezioro to występuje pod innymi nazwami: na niektórych mapach topograficznych jako Krąpsko, w wielu publikacjach i na większości map topograficznych jako pierwsza wymieniana jest nazwa Krąpsko Górne, czasami także podawana jest druga nazwa Piaski.
Powierzchnia zwierciadła wody według różnych źródeł wynosi od 82,5 ha przez 92,9 ha do 97,75 ha.
Zwierciadło wody położone jest na wysokości 83,1 m n.p.m. lub 83,5 m n.p.m.. Średnia głębokość jeziora wynosi 7,5 m, natomiast głębokość maksymalna 20,6 m.
Północnym brzegiem jeziora przebiega granica województw zachodniopomorskiego i wielkopolskiego.
Jest to jezioro polodowcowe, rynnowe o typowym dla tych jezior wydłużonym kształcie i stromych brzegach porośniętych lasem sosnowym.
Przez jezioro to przepływa Rurzyca, którą wiedzie Szlak wodny im. Jana Pawła II.
Rzeką tą jezioro to jest połączone z leżącym w górę rzeki jeziorem Trzebieszki oraz leżącym poniżej jeziorem Krąpsko – Radlino (Krąpsko Średnie).